# Saint-Privé (Yonne)
Pour les articles homonymes, voir Saint-Privé.
Saint-Privé est une commune française située dans le département de l'Yonne en région Bourgogne-Franche-Comté.

## Géographie
Le Beaune, affluent du Loing de 14 km de long, prend source sur la commune près de La Guibonnerie.

### Climat
Pour des articles plus généraux, voir Climat de la Bourgogne-Franche-Comté et Climat de l'Yonne.
En 2010, le climat de la commune est de type climat océanique dégradé des plaines du Centre et du Nord, selon une étude du Centre national de la recherche scientifique s'appuyant sur une série de données couvrant la période 1971-2000. En 2020, Météo-France publie une typologie des climats de la France métropolitaine dans laquelle la commune est exposée à un climat océanique altéré et est dans la région climatique  Centre et contreforts nord du Massif Central, caractérisée par un air sec en été et un bon ensoleillement. 
Pour la période 1971-2000, la température annuelle moyenne est de 10,7 °C, avec une amplitude thermique annuelle de 15,8 °C. Le cumul annuel moyen de précipitations est de 760 mm, avec 11,7 jours de précipitations en janvier et 7,4 jours en juillet. Pour la période 1991-2020, la température moyenne annuelle observée sur la station météorologique installée sur la commune est de 11,3 °C et le cumul annuel moyen de précipitations est de 769,7 mm. 
La température maximale relevée sur cette station est de 41,8 °C, atteinte le 25 juillet 2019 ; la température minimale est de −15,5 °C, atteinte le 19 décembre 2009,,. 
| Mois                                  | jan.           | fév.          | mars           | avril         | mai           | juin          | jui.          | août          | sep.          | oct.          | nov.          | déc.           | année      |
| ------------------------------------- | -------------- | ------------- | -------------- | ------------- | ------------- | ------------- | ------------- | ------------- | ------------- | ------------- | ------------- | -------------- | ---------- |
| Température minimale moyenne (°C)     | 0,9            | 0,6           | 2,1            | 4,2           | 7,7           | 11,4          | 13,2          | 12,5          | 9,3           | 7,6           | 4             | 1,4            | 6,2        |
| Température moyenne (°C)              | 3,8            | 4,4           | 7,1            | 10,5          | 13,6          | 17,6          | 19,8          | 18,9          | 15,7          | 12,3          | 7,6           | 4,6            | 11,3       |
| Température maximale moyenne (°C)     | 6,8            | 8,3           | 12,1           | 16,7          | 19,6          | 23,7          | 26,4          | 25,3          | 22            | 17            | 11,3          | 7,7            | 16,4       |
| Record de froid (°C) date du record   | −11,9 07.01.09 | −14 09.02.12  | −11,8 05.03.06 | −6,6 04.04.22 | −1,3 06.05.19 | 2,1 03.06.06  | 3,9 03.07.11  | 4 26.08.18    | 0,8 26.09.18  | −4,4 21.10.10 | −7,4 17.11.07 | −15,5 19.12.09 | −15,5 2009 |
| Record de chaleur (°C) date du record | 16,8 01.01.23  | 21,9 27.02.19 | 25,9 31.03.21  | 28,2 25.04.07 | 31,2 28.05.17 | 38,4 29.06.19 | 41,8 25.07.19 | 38,5 08.08.20 | 35,2 08.09.23 | 30,4 02.10.23 | 22,7 07.11.15 | 16,9 17.12.19  | 41,8 2019  |
| Précipitations (mm)                   | 60,4           | 54,4          | 61,6           | 56,5          | 87            | 62,8          | 67,2          | 55,3          | 50,8          | 77,9          | 62,4          | 73,4           | 769,7      |

| Diagramme climatique                                  |            |             |             |           |              |              |              |           |           |           |            |
| J                                                     | F          | M           | A           | M         | J            | J            | A            | S         | O         | N         | D          |
| 6,80,960,4                                            | 8,30,654,4 | 12,12,161,6 | 16,74,256,5 | 19,67,787 | 23,711,462,8 | 26,413,267,2 | 25,312,555,3 | 229,350,8 | 177,677,9 | 11,3462,4 | 7,71,473,4 |
| Moyennes : • Temp. maxi et mini °C • Précipitation mm |            |             |             |           |              |              |              |           |           |           |            |

Les paramètres climatiques de la commune ont été estimés pour le milieu du siècle (2041-2070) selon différents scénarios d'émission de gaz à effet de serre à partir des nouvelles projections climatiques de référence DRIAS-2020. Ils sont consultables sur un site dédié publié par Météo-France en novembre 2022.

## Urbanisme

### Typologie
Au 1er janvier 2024, Saint-Privé est catégorisée commune rurale à habitat dispersé, selon la nouvelle grille communale de densité à sept niveaux définie par l'Insee en 2022.
Elle est située hors unité urbaine et hors attraction des villes,.

### Occupation des sols
L'occupation des sols de la commune, telle qu'elle ressort de la base de données européenne d’occupation biophysique des sols Corine Land Cover (CLC), est marquée par l'importance des territoires agricoles (77,4 % en 2018), une proportion sensiblement équivalente à celle de 1990 (77,7 %). La répartition détaillée en 2018 est la suivante : 
terres arables (61 %), forêts (21,8 %), prairies (9,7 %), zones agricoles hétérogènes (6,7 %), zones urbanisées (0,7 %), eaux continentales (0,1 %). L'évolution de l’occupation des sols de la commune et de ses infrastructures peut être observée sur les différentes représentations cartographiques du territoire : la carte de Cassini (XVIIIe siècle), la carte d'état-major (1820-1866) et les cartes ou photos aériennes de l'IGN pour la période actuelle (1950 à aujourd'hui).

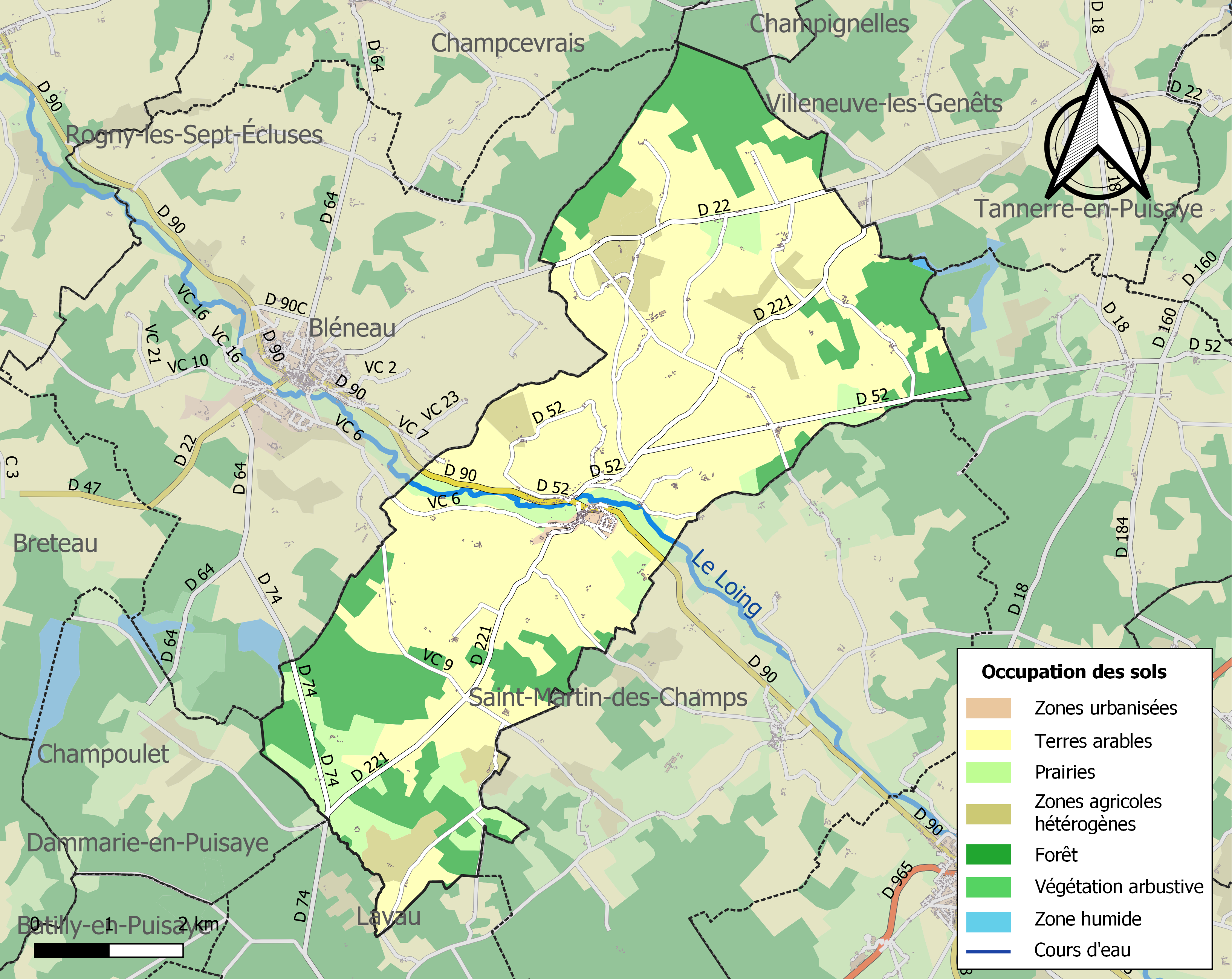
Carte des infrastructures et de l'occupation des sols de la commune en 2018 (CLC).

## Politique et administration
| Période    | Période  | Identité              | Étiquette | Qualité |
| ---------- | -------- | --------------------- | --------- | ------- |
| avant 1988 | ?        | Roger Letellier       |           |         |
| 2014       | En cours | Jean-François Boisard |           |         |

## Démographie
L'évolution du nombre d'habitants est connue à travers les recensements de la population effectués dans la commune depuis 1793. Pour les communes de moins de 10 000 habitants, une enquête de recensement portant sur toute la population est réalisée tous les cinq ans, les populations de référence des années intermédiaires étant quant à elles estimées par interpolation ou extrapolation. Pour la commune, le premier recensement exhaustif entrant dans le cadre du nouveau dispositif a été réalisé en 2007.

En 2022, la commune comptait 518 habitants, en évolution de −3,54 % par rapport à 2016 (Yonne : −1,95 %, France hors Mayotte : +2,11 %).
| 1793 | 1800 | 1806 | 1821 | 1831 | 1836 | 1841 | 1846 | 1851  |
| ---- | ---- | ---- | ---- | ---- | ---- | ---- | ---- | ----- |
| 888  | 725  | 724  | 850  | 846  | 850  | 895  | 976  | 1 013 |

| 1856  | 1861  | 1866  | 1872  | 1876  | 1881  | 1886  | 1891  | 1896  |
| ----- | ----- | ----- | ----- | ----- | ----- | ----- | ----- | ----- |
| 1 108 | 1 165 | 1 195 | 1 168 | 1 151 | 1 102 | 1 147 | 1 077 | 1 024 |

| 1901 | 1906 | 1911 | 1921 | 1926 | 1931 | 1936 | 1946 | 1954 |
| ---- | ---- | ---- | ---- | ---- | ---- | ---- | ---- | ---- |
| 928  | 923  | 904  | 812  | 812  | 814  | 720  | 711  | 615  |

| 1962 | 1968 | 1975 | 1982 | 1990 | 1999 | 2006 | 2007 | 2012 |
| ---- | ---- | ---- | ---- | ---- | ---- | ---- | ---- | ---- |
| 611  | 519  | 436  | 448  | 458  | 480  | 540  | 549  | 562  |

| 2017 | 2022 | - | - | - | - | - | - | - |
| ---- | ---- | - | - | - | - | - | - | - |
| 521  | 518  | - | - | - | - | - | - | - |

## Lieux et monuments
Saint-Privé a été labellisée Cité de Caractère de Bourgogne-Franche-Comté en 2018.
- Église Saint-Privat de Saint-Privé.
- Motte-Levrault (motte castrale) du XIIIe siècle qui permettait peut-être de surveiller une route et un gué permettant de franchir le Loing[16].

## Environnement
La commune comprend 5 Zones Naturelles d'Intérêt Ecologique Faunistique et Floristique (ZNIEFF) et 2 Sites d'Intérêt Communautaire (SIC) :
- ZNIEFF de l'étang des Blondeaux[17] ;
- ZNIEFF des étangs, bocage, landes et forêts de Puisaye au sud du Loing[18] ;
- ZNIEFF des étangs bocages landes et forêts de Puisaye entre Loing et Branlin[19] ;
- ZNIEFF des étangs de Petit et Grand Bouza[20] ;
- ZNIEFF de la vallée du Loing[21] ;
- SIC des étangs oligotrophes à littorelles de Puisaye, à bordures paratourbeuses et landes[22].

## Personnalités liées à la commune
- Henri Harpignies (1819-1916), peintre paysagiste, est enterré au cimetière de Saint-Privé, où il vécut.
- Fernand Girault (1891-1965), député sous la Troisième République, est enterré au cimetière de Saint-Privé, dont il était natif.

## Pour approfondir